# Adolf Hrubý
Adolf Hrubý (ur. 21 maja 1893 we wsi Mláka, zm. 9 czerwca 1951) – czechosłowacki polityk chłopski, przewodniczący Narodowego Zjednoczenia, a następnie minister rolnictwa i leśnictwa w rządzie Protektoratu Czech i Moraw podczas II wojny światowej.

## Życiorys
Podczas I wojny światowej służył w armii austro-węgierskiej. Dostał się do niewoli rosyjskiej. Po rewolucji październikowej, wstąpił do wojsk bolszewickich. Dowodził oddziałem złożonym z czechosłowackich ochotników. W grudniu 1918 powrócił do Czechosłowacji w celu tworzenia ruchu komunistycznego. W latach 20. i 30. działał w ugrupowaniach chłopskich. Był członkiem frakcji Rudolfa Berana. Pisał artykuły do czasopisma „Venkov”. W 1935 został deputowanym do parlamentu. 
Po utworzeniu Protektoratu Czech i Moraw 23 marca 1939 został mianowany przez prezydenta Emila Háchę szefem Narodowego Zjednoczenia. Jednakże z powodu nacisku Niemców złożył rezygnację już 7 lipca, a 26 października 1939 wybrano jego następcę. Od 19 stycznia 1942 pełnił funkcję ministra rolnictwa i leśnictwa. 
Pod koniec wojny został wybrany następcą Emila Háchy jako prezydent Protektoratu Czech i Moraw. Z tego powodu na początku kwietnia 1945 został internowany przez Niemców. Po zakończeniu wojny aresztowano go, po czym po procesie skazano na dożywocie. Zmarł w więzieniu.

## Odznaczenia
Został odznaczony Tarczą Honorową Protektoratu Czech i Moraw z Orłem Świętego Wacława.